# Jordi-Agustí Piqué i Collado
Jordi-Agustí Piqué i Collado, OSB, (* 1963 in Lleida) ist ein katalanischer Theologe, Komponist, Organist, Musikpädagoge und Benediktiner aus dem Kloster Montserrat. Jordi-Agustí Piqué leitete von 1997 bis 2001 die Escolania de Montserrat.

## Leben und Werk
Jordi-Agustí Piqué trat 1990 in das Kloster Montserrat ein. 1995 erhielt er dort seine Priesterweihe. Er erwarb 2006 einen Doktorgrad in dogmatischer Theologie an der Päpstlichen Universität Gregoriana in Rom zu dem Thema Theologie und Musik: Ein dialektisch-transzendentaler Beitrag zur Sakramentalität der ästhetischen Wahrnehmung des Mysteriums. Agustín, Balthasar, Sequeri.
Derzeit kombiniert Piqué seine kompositorische und seine solistische Aufführungstätigkeit mit Lehre und öffentlichen Vorträgen auf Fachtagungen und Konferenzen. Er komponierte unter anderem die Quartets Romans Op. 23 (Universitat de Lleida, 2004). Zudem veröffentlichte er zahlreiche Artikel wie Psallite Sapienter. Das Kloster als Ort musikalischen Einklangs und Livre du Saint Sacrement. Eucharistie als Manifestation von Erfahrung und Transzendenz.
Unter seiner Leitung gab die Escolanía mehrere Konzerte in Spanien und ging in Deutschland, Frankreich und Japan auf Tournee. In dieser Zeit entstanden zwei CD-Aufnahmen. Als Organist trat Jordi-Agustí Piqué in Katalonien sowie bei Konzerten in Frankreich, Schweiz, Italien, Österreich, Deutschland, Ungarn, Polen und Korea auf.
Piqué ist außerordentlicher Professor und Dekan des Pontificio Istituto Liturgico (Päpstliches Liturgisches Institut) in Rom. Er ist zudem Gastprofessor am Centro Teológico Salesiano Martí Codolar in Barcelona und an der Theologischen Fakultät Kataloniens. Er ist Professor am Studium Teologicum de Montserrat. Piqué ist im Leitungsgremium der Zeitschrift Phase des Centre de Pastoral Litúrgica, das eng mit dem Instituto Superior de Liturgia de Barcelona verbunden ist.